# János Herskó
János Herskó (Budapest, 9 d'abril de 1926 – 12 d'octubre de 2011) va ser un director de cinema hongarès.

## Biografia
Diplomat a la Színház- és Filmművészeti Főiskola (Escola Superior d'Art dràmatic i cinematogràfic) de Budapest el 1949, durant dos anys va fer classes de cinema a Moscou. Primer va treballar com a actor abans de fer dos curtmetratges a finals dels quaranta. La seva primera pel·lícula de ficció està dedicada a la joventut de Budapest (A város alatt, 1953). Treballà com a assistent de Zoltán Fábri a Hannibál tanár úr el 1956. El 1963 fou membre del jurat al 3r Festival Internacional de Cinema de Moscou. Professor de l'Escola Superior d'Art Dramàtic i Cinematogràfic de Budapest, János Herskó va abandonar el seu país i es va instal·lar a Suècia el 1971, després de fer una pel·lícula amb un to desencantat Requiem a la hongaresa.
Lars von Trier el va contractar com a actor, principalment a L'element del crim (1984) i Europa (1991).

## Filmografia
- 1953: A város alatt
- 1958: Vasvirág
- 1960: 'Két emelet boldogság
- 1963: 'Párbeszéd
- 1967: Szevasz, Vera !
- 1970: N.N. a halál angyala
- 1990: Találkozások (Wallenberg)